# Tomáš Janků
Tomáš Janků (* 27. prosince 1974 Jablonec nad Nisou) je bývalý český atlet, výškař.

## Sportovní kariéra
Jeho největšími úspěchy jsou bronzová medaile z HME 1998 a stříbrná medaile z ME 2006. Na juniorském mistrovství Evropy v San Sebastiánu v roce 1993 získal bronz.
Je pětinásobný mistr České republiky v hale z roků 1994, 1998 - 2000 a 2004. Pod otevřeným nebem získal deset titulů v letech 1993 - 94, 1996, 1998 - 2000, 2002, 2006 - 08. Je mistrem Československa z roku 1992.

### Osobní rekord
Nejlepší osobní rekord v hale si vytvořil 6. února 2007 v Brně, v rámci Brněnské laťky. Hodnota 234 cm je zároveň rekordem mítinku. I pod otevřeným nebem Tomáš Janků předvedl 234 cm. Konkrétně se mu tento výkon povedl na Mistrovství Evropy v atletice ve švédském Göteborgu 9. srpna 2006, kde získal stříbrnou medaili.

### Ukončení kariéry
Svoji dlouholetou výškařskou kariéru ukončil po halové sezóně roku 2009. Jeho posledním závodem byla Valašská laťka pořádaná ve Valašském Meziříčí. V poslední halové sezóně předvedl nejlepší výkon 220 cm. Poprvé v Ostravě a poté v Třinci na Beskydské laťce.

### Přehled úspěchů
| Rok  | Závod                              | Místo                    | Umístění    | Výkon |
| ---- | ---------------------------------- | ------------------------ | ----------- | ----- |
| 1992 | Mistrovství světa juniorů          | Soul, Jižní Korea        | 7.          | 217   |
| 1993 | Mistrovství Evropy juniorů         | San Sebastián, Španělsko | 3.          | 218   |
| 1996 | Letní olympijské hry 1996          | Atlanta, USA             | 14.         | 225   |
| 1997 | Mistrovství světa v atletice 1997  | Athény, Řecko            | kvalifikace | 219   |
| 1998 | Halové ME 1998                     | Valencie, Španělsko      | 3.          | 229   |
| 1999 | Halové MS 1999                     | Maebaši, Japonsko        | 6.          | 225   |
| 2002 | Halové ME 2002                     | Vídeň, Rakousko          | 6.          | 224   |
| 2002 | Mistrovství Evropy v atletice 2002 | Mnichov, Německo         | 5.          | 225   |
| 2003 | Halové MS 2003                     | Birmingham, Anglie       | 6.          | 225   |
| 2003 | Mistrovství světa v atletice 2003  | Paříž, Francie           | kvalifikace | 225   |
| 2004 | Halové MS 2004                     | Budapešť, Maďarsko       | kvalifikace | 220   |
| 2004 | Letní olympijské hry 2004          | Athény, Řecko            | kvalifikace | 220   |
| 2005 | Halové ME 2005                     | Madrid, Španělsko        | kvalifikace | 223   |
| 2006 | Halové MS 2006                     | Moskva, Rusko            | kvalifikace | 224   |
| 2006 | Mistrovství Evropy v atletice 2006 | Göteborg, Švédsko        | 2.          | 234   |
| 2006 | Světové atletické finále           | Stuttgart, Německo       | 7.          | 225   |
| 2006 | Světový pohár v atletice           | Athény, Řecko            | 1.          | 228   |
| 2007 | Halové ME 2007                     | Birmingham, Anglie       | 4.          | 225   |
| 2007 | Mistrovství světa v atletice 2007  | Ósaka, Japonsko          | 5.          | 230   |
| 2007 | Světové atletické finále           | Stuttgart, Německo       | 7.          | 224   |
| 2008 | Letní olympijské hry 2008          | Peking, Čína             | 7.          | 229   |

## Civilní kariéra
Vystudoval Vysokou školu ekonomickou.
V roce 2013 byl jmenován výkonným ředitelem organizačního výboru halového mistrovství Evropy v atletice 2015 v Praze. Funkci získal ve výběrovém řízení vypsaném Českým atletickým svazem.

## Soukromý život
Tomáš Janků žil s bývalou českou tyčkařkou Kateřinou Baďurovou, se kterou se 11. září 2010 na zámku v Liblicích oženil a má s ní dvě děti. Jeho bratr Jan Janků byl také výškař, po ukončení své závodní činnosti působí jako sportovní manažer. Rodiči obou byli rovněž výškaři – otec Jan Janků st. a Blanka Janků roz. Matějková.